# (80) Safo
Safo (Sappho) és l'asteroide núm. 80 de la sèrie. Des de Madràs el descobrí el 2 de maig de 1864 Norman Robert Pogson (1829-1891).
Sappho està situat a una distància mitjana de 2,296 ua del Sol, podent acostar-s'hi fins a 1,836 ua i allunyar-se'n fins a 2,75 ua. La seva excentricitat és 0,2001 i la inclinació orbital 8,664°. Triga 1271 dies en completar una òrbita al voltant del Sol.